# Tepehuaquila
Tepehuaquila är en ort i Mexiko.   Den ligger i kommunen Huauchinango och delstaten Puebla, i den sydöstra delen av landet, 140 km nordost om huvudstaden Mexico City. Tepehuaquila ligger 2 118 meter över havet och antalet invånare är 104.
Terrängen runt Tepehuaquila är huvudsakligen kuperad, men åt sydost är den bergig. Runt Tepehuaquila är det ganska tätbefolkat, med 160 invånare per kvadratkilometer. Närmaste större samhälle är Huauchinango, 9,2 km norr om Tepehuaquila. I omgivningarna runt Tepehuaquila växer i huvudsak blandskog.